# Diyor Xolmatov
Diyor Xolmatov (Fergana, 22 luglio 2002) è un calciatore uzbeko, di ruolo centrocampista.

## Carriera

### Club
Ha giocato nella prima divisione uzbeka.

## Palmarès

### Club

#### Competizioni nazionali
- Campionato uzbeko: 4

Paxtakor: 2020, 2021, 2022, 2023
- Coppa dell'Uzbekistan: 1

Paxtakor: 2020
- Supercoppa dell'Uzbekistan: 2

Paxtakor: 2021, 2022